# Lagmansgymnasiet

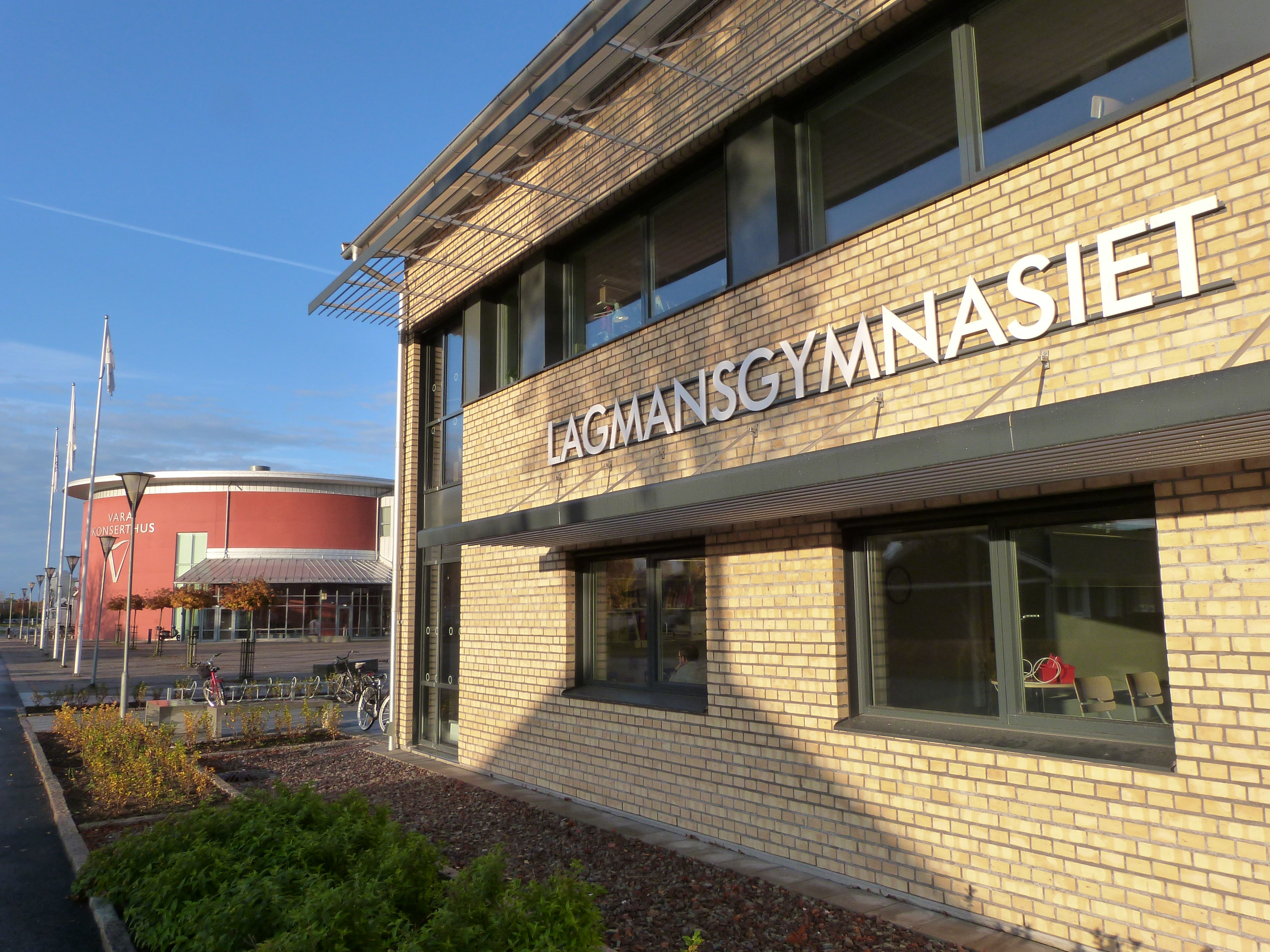
Vara konserthus och Lagmansgymnasiet.

Lagmansgymnasiet är ett kommunalt gymnasium i Vara kommun. 
Lagmansgymnasiet rymmer hösten 2020 cirka 450 elever. I direkt anslutning till gymnasiet finns Vara konserthus. Därutöver finns alldeles i närheten friskolan Academy of Music and Business (AMB) med riksrekryterande gymnasial utbildning inom musik.

## Utbildningsprogram
På Lagmansgymnasiet finns följande nationella program:
- Barn- och fritidsprogrammet
- Bygg- och anläggningsprogrammet
- El- och energiprogrammet
- Ekonomiprogrammet
- Fordons- och transportprogrammet
- Industritekniska programmet
- Naturvetenskapsprogrammet
- Samhällsvetenskapsprogrammet
- Teknikprogrammet

Dessutom finns Introduktionsprogram

## Historik
Lagmansgymnasiet har sitt ursprung i Lumberskolan, en yrkesskola som invigdes i september 1960. Med åren utvecklades skolan till en fullvärdig gymnasieskola, inflyttad i sina nuvarande lokaler på Allégatan 51 i december 1987. Därefter har gymnasiets huvudbyggnad byggts till i flera omgångar. År 1994 invigdes den så kallade El-flygeln, år 2003 byggdes Vara konserthus som en utbyggnad av Lagmansgymnasiet och 2019 stod en tvåvåningsbyggnad klar utmed Allégatan.

## Fotogalleri

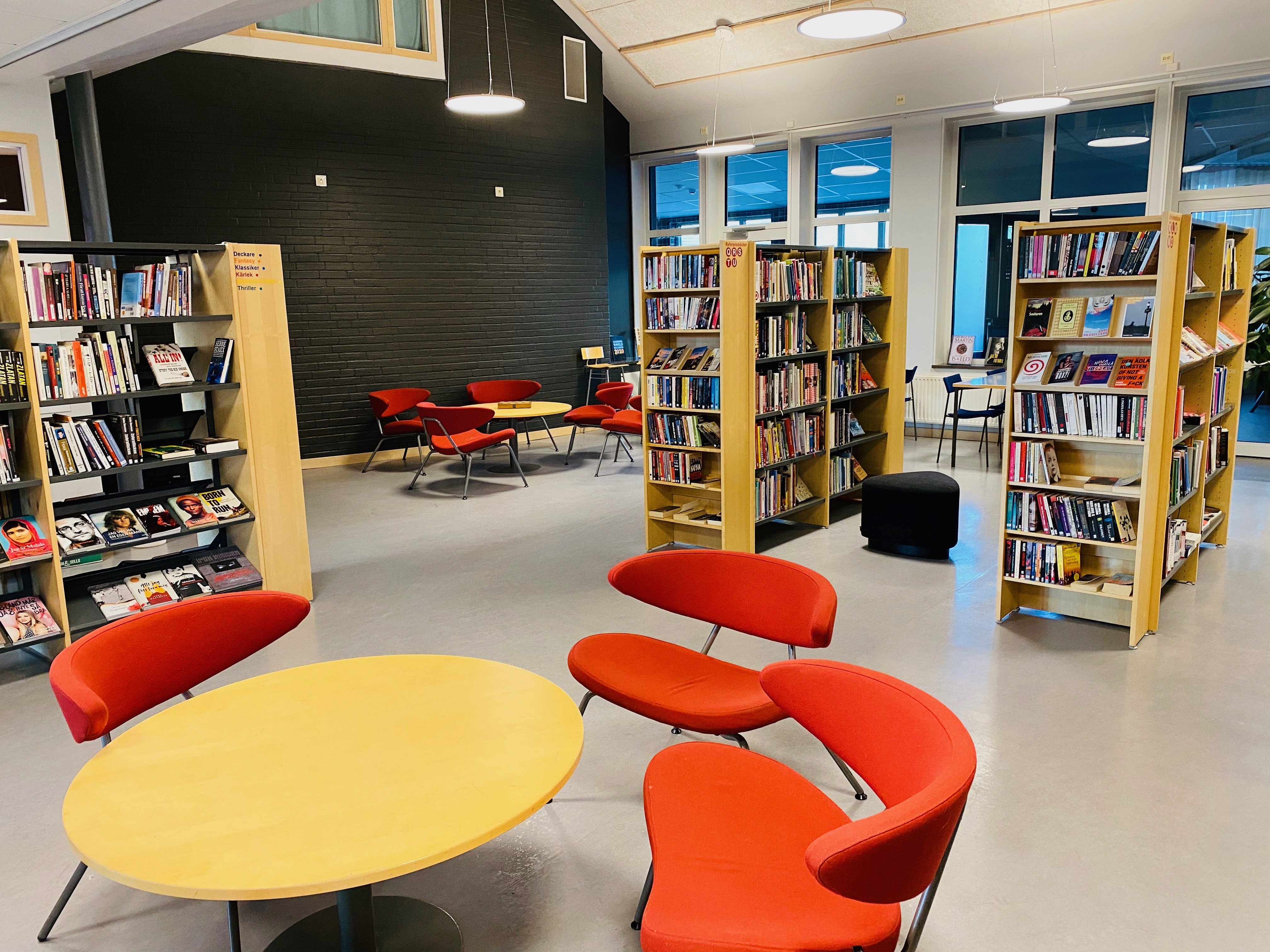
Biblioteket på Lagmansgymnasiet
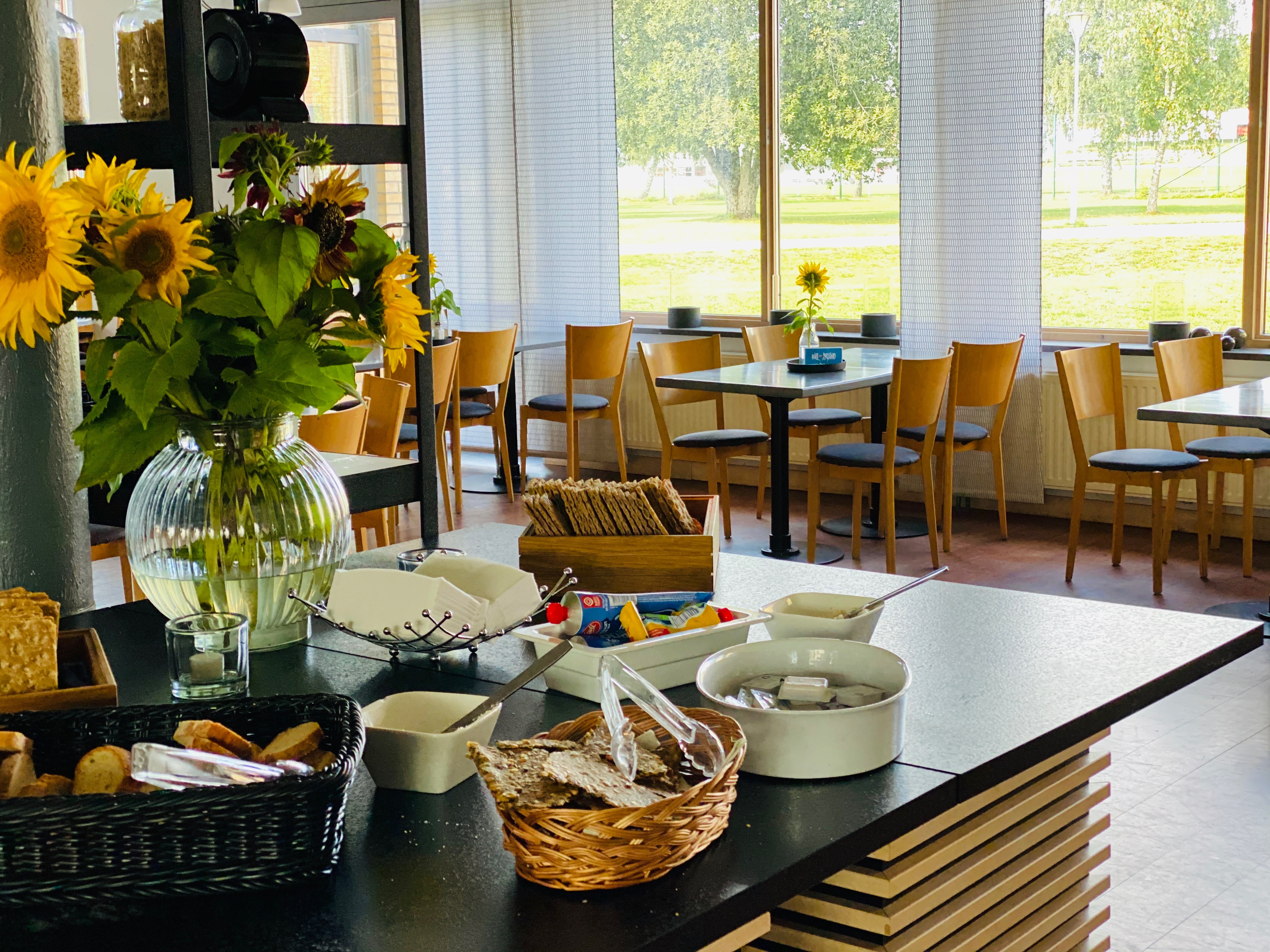
Matsal på Lagmansgymnasiet
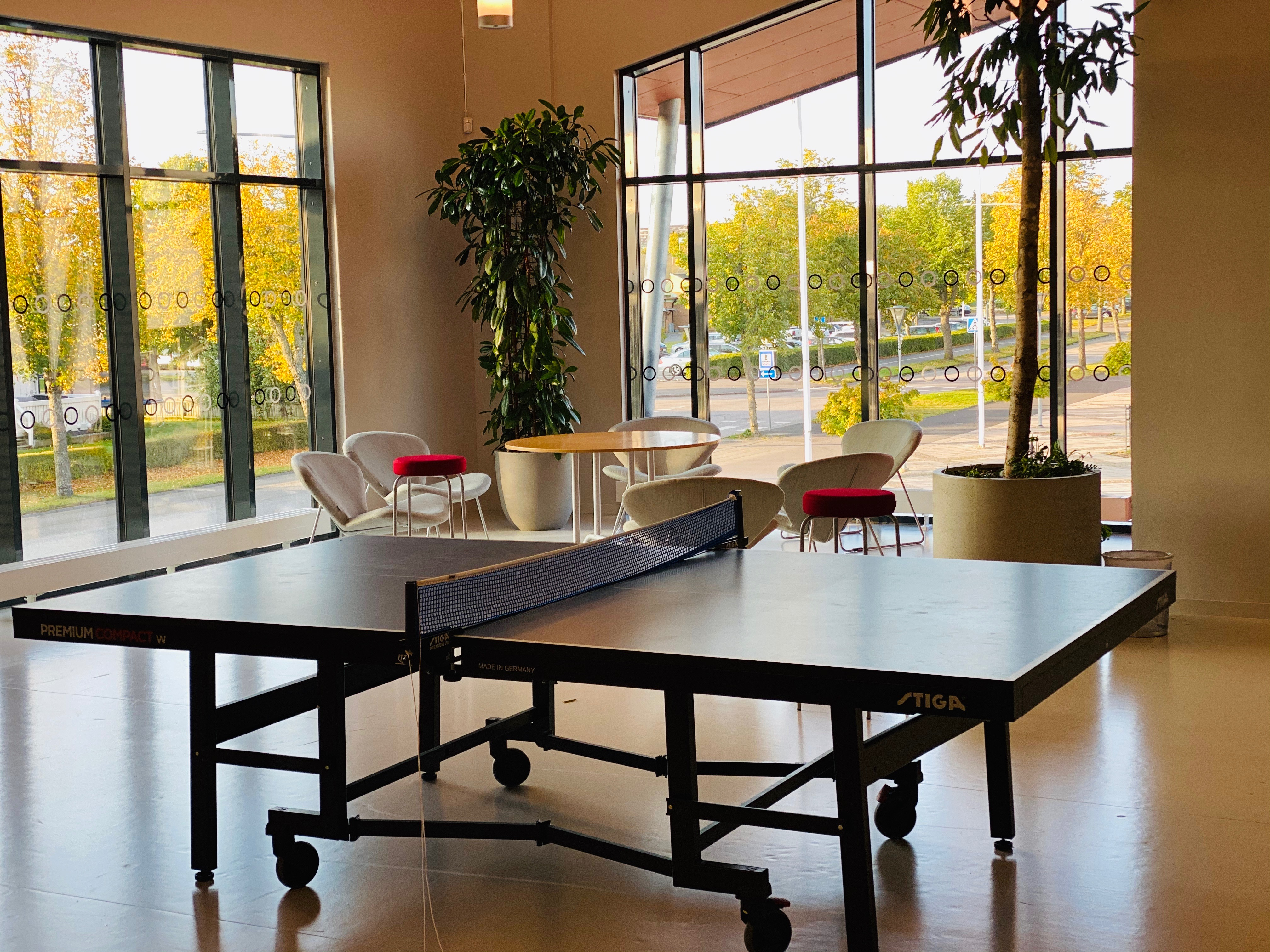
Uppehållsrum på Lagmansgymnasiet
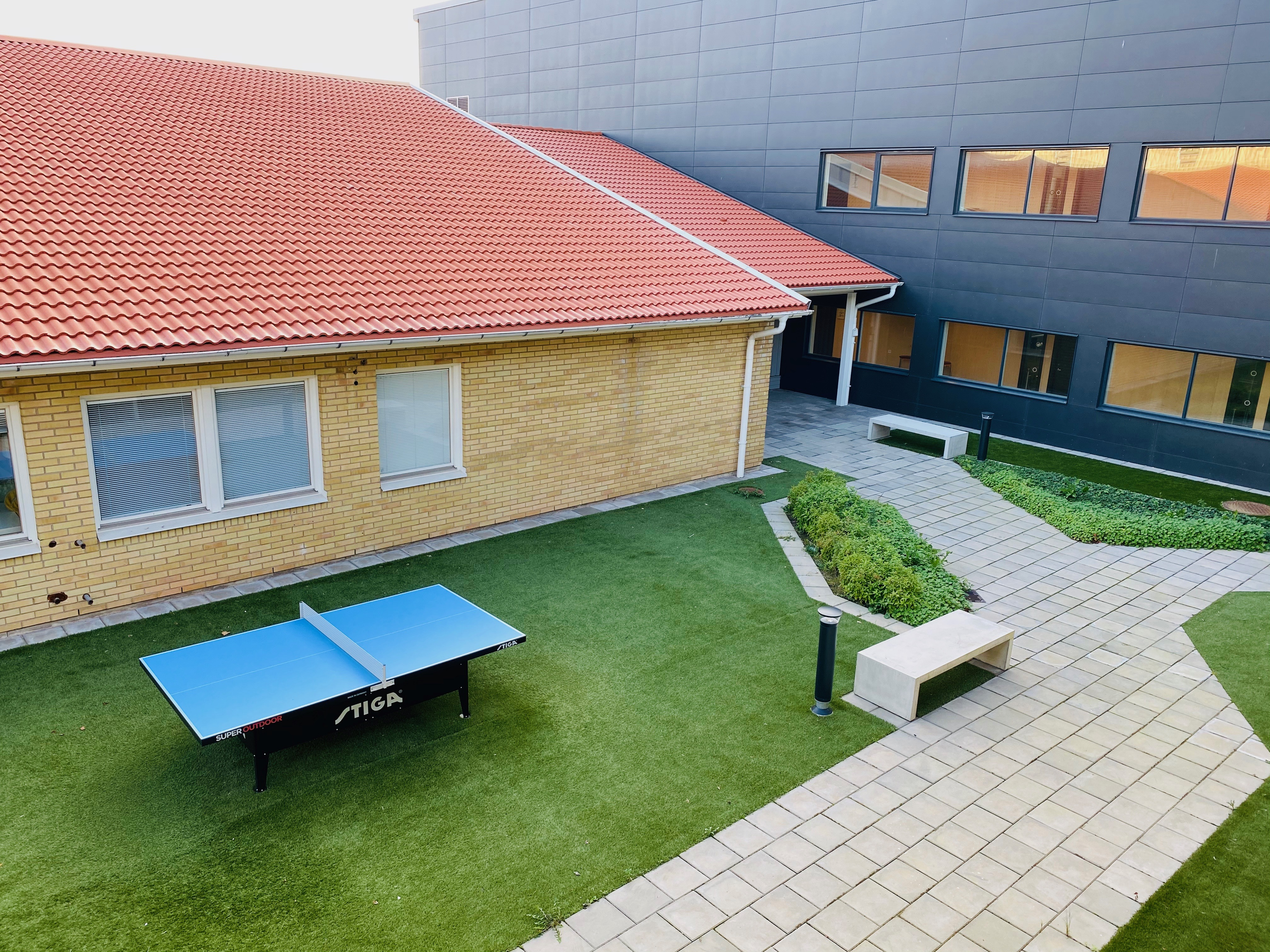
Innergård på Lagmansgymnasiet